# Juan Solano Pedrero
Juan Solano Pedrero (né le 26 décembre 1919 à Cáceres et mort le 13 avril 1992 à Malaga), aussi connu sous le nom d'El Maestro Solano, est un musicien espagnol, auteur de coplas et d'autres genres de musique populaire.

## Biographie

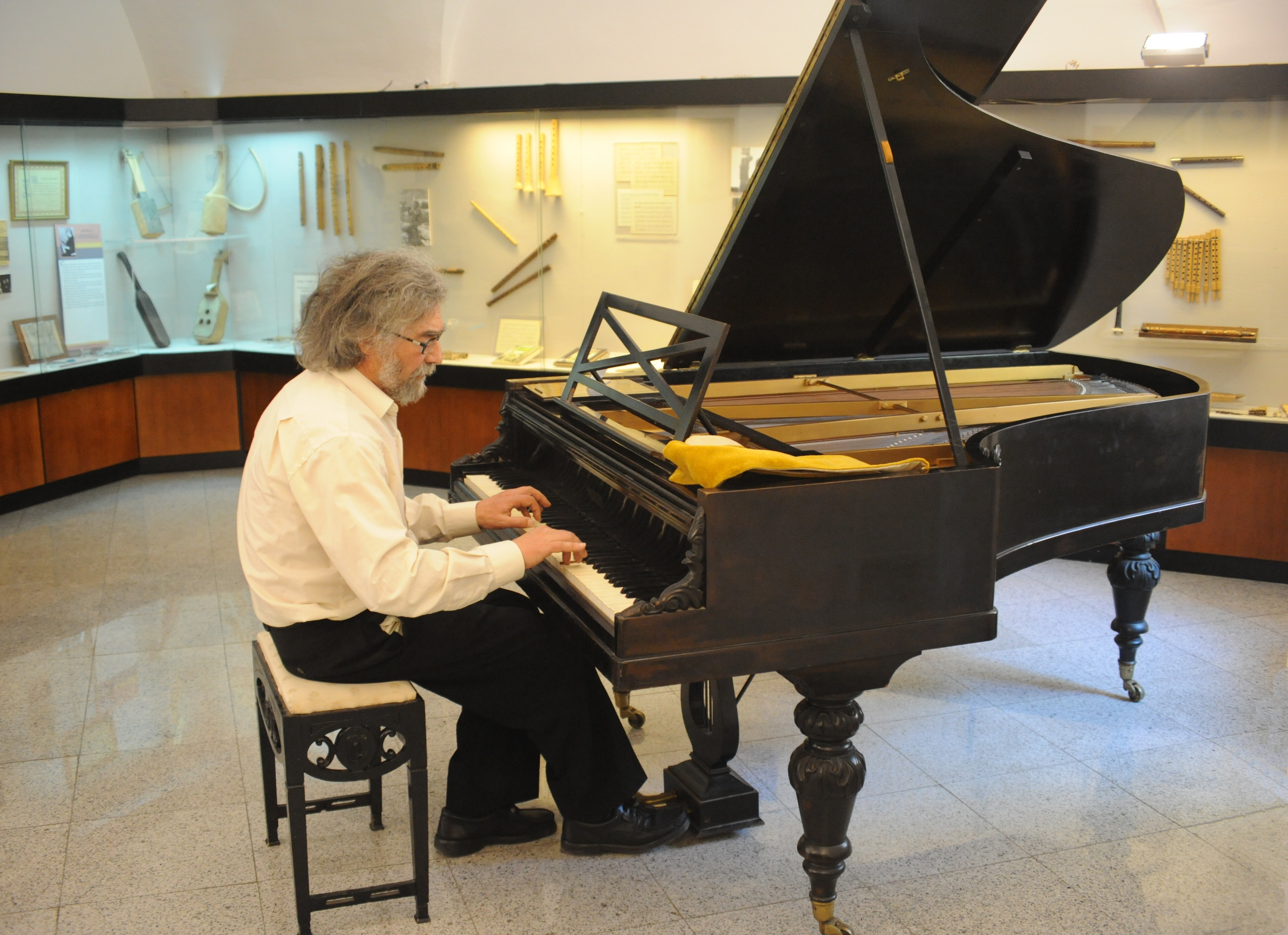
Miguel Herrero Uceda au piano de Maestro Solano.

Dans sa jeunesse, il étudie au conservatoire de Séville. Après la guerre civile, Miguel de Molina, qui vivait à Cáceres, rencontre Juan Solano et c'est lui qui lui recommande d'envoyer sa musique à Concha Piquer. En les recevant, la chanteuse aurait dit aux musiciens Quintero, León et Quiroga : « La musique que je veux pour mon spectacle est celle de Solano. » Elle s'installe à Madrid où elle collabore avec les écrivains Ochaíta et Xandro Valerio. Ils réussissent à créer des chansons populaires comme El Porompompero, chantées par des générations d'Espagnols. Il compose également des chansons telles que Doce cascabeles, Cinco farolas, La niña de Punta Umbría et Cría cuervos. En collaboration avec le poète et parolier Rafael de León, il compose également Esclava de tu amor, Tengo miedo, Un clavel et Pastora Imperio, entre autres.
Il est l'auteur de bandes originales de films, entre autres : El último cuplé, Bienvenue Mr Marshall, Carmen de Grenade ou La Tirana.
Il meurt à Malaga des suites d'une insuffisance cardiaque et est enterré au cimetière de Benalmádena. Juan Solano est l'un des fils préférés de la ville de Cáceres depuis 1984 et une grande avenue du quartier Nuevo Cáceres porte son nom. 